# هومت
هومت (انگلیسی: Howmet) شرکت هوافضای آمریکایی است، که در سال ۱۸۸۸ تأسیس شد.